# Cherisy
Cherisy település Franciaországban, Eure-et-Loir megyében. Lakosainak száma 1857 fő (2022. január 1.). Cherisy Serville, Abondant, Sainte-Gemme-Moronval, Dreux, Montreuil és Germainville községekkel határos.

## Népesség
A település népességének változása:
| Lakosok száma | 852  | 1121 | 1741 | 1803 | 1851 | 1874 | 1866 | 1841 | 1829 | 1857 |
|               | 1968 | 1982 | 1990 | 2006 | 2013 | 2015 | 2017 | 2019 | 2020 | 2022 |